# Liste der Vertriebenendenkmale in Bayern (A–L)

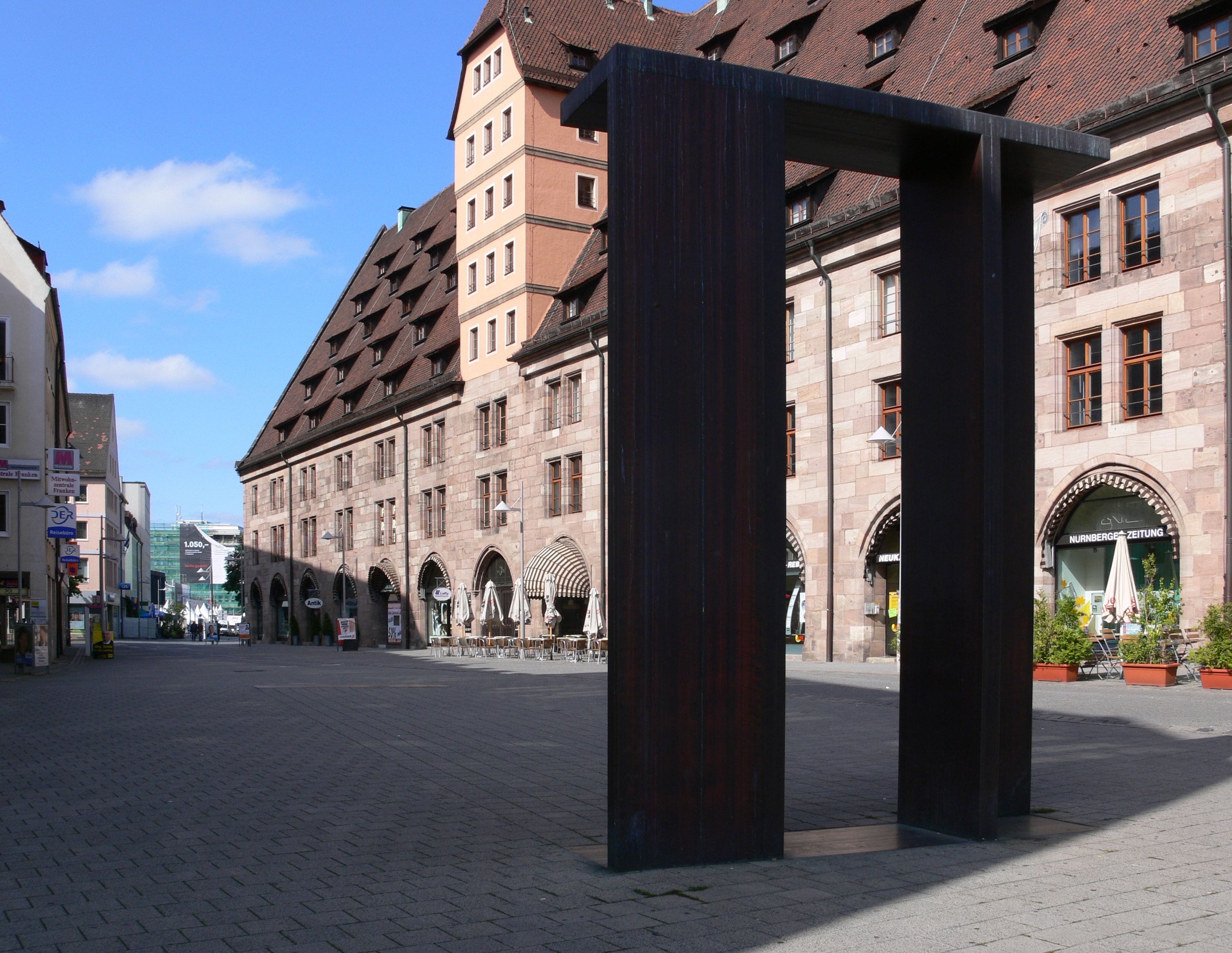
Joachim Bandau: Flucht und Vertreibung 1945

Diese Liste der Vertriebenendenkmale in Bayern (A–L) verzeichnet die Vertriebenendenkmale in bayerischen Städten und Gemeinden von Abensberg bis Lindau.

## Geographische Bedeutung
70 Jahre vor der Flüchtlingskrise in Europa ab 2015 war Bayern schon einmal Zuflucht von Flüchtlingen und Heimatvertriebenen. Zu Hunderttausenden kamen sie vor allem aus dem angrenzenden Sudetenland und aus den Siedlungsgebieten in Südosteuropa. Beim Wiederaufbau des Freistaats spielten sie eine große Rolle. Edmund Stoiber dankte es ihnen 1999 mit dem Zentralen Denkmal Flucht und Vertreibung in Nürnberg:

## Liste A–L
| Bild                                                                           | Ort                             | Lage                                                                                               | Jahr               | Beschreibung |
| ------------------------------------------------------------------------------ | ------------------------------- | -------------------------------------------------------------------------------------------------- | ------------------ | --- |
| Bild gesucht BW                                                                | Abensberg                       | Friedhofskapelle Abensberg 48° 49′ 3,4″ N, 11° 50′ 19,7″ O                                         | 1985               | Gedenktafel „Den Toten der Vertreibung 1945–46. Bund der Vertriebenen.“ |
| Bild gesucht BW                                                                | Adelsdorf                       | Friedhof Adelsdorf 49° 42′ 52,7″ N, 10° 53′ 49,3″ O                                                | 1970               | Gedenkstätte am Friedhof „Den Toten der Heimat.“ (Schlesien, Ostpreußen, Westpreußen, Pommern; Banat, Sudetenland, Buchenland, Siebenbürgen) |
| Bild gesucht BW                                                                | Adelshofen-Nassenhausen         | Friedhof der Kirche St. Martin in Nassenhausen 48° 12′ 3,4″ N, 11° 6′ 56″ O                        |                    | Denkmal für Gefallene beider Weltkriege und die Vertriebenen |
| Bild gesucht BW                                                                | Aichach                         | Friedhof Aichach 48° 27′ 32,7″ N, 11° 8′ 3,1″ O                                                    | 1986               | Holzkreuz (1956), ersetzt durch Granitkreuz (1986): „Den Opfern der Vertreibung und den Toten der Heimat. Sudetendeutsche Landsmannschaft 1986.“ |
| Bild gesucht BW                                                                | Ainring                         | Pfarrkirche 47° 48′ 39,9″ N, 12° 56′ 16,3″ O                                                       |                    | Hochkreuz an der Südostmauer der Pfarrkirche |
| Bild gesucht BW                                                                | Ainring-Feldkirchen             | Friedhof von Feldkirchen 47° 48′ 17,3″ N, 12° 57′ 39,9″ O                                          |                    | Gedenkkreuz |
|                                                                                | Allersberg                      | | 1955               | Gedenkkreuz der Sudetendeutschen |
|                                                                                | Altenmarkt an der Alz           | | 1951               | Heimatkreuz der Sudetendeutschen |
| Bild gesucht BW                                                                | Altötting                       | Friedhof B an der Stinglhammerstraße 48° 13′ 39,6″ N, 12° 40′ 59,9″ O                              | 1950               | Gedenkstein: „Den Toten der unvergessenen Heimat. Die Heimatvertriebenen der Stadt Altötting.“ |
|                                                                                | Altötting                       | | 1953               | Gedenktafel mit Wappen von Oberschlesien: „Eingedenk jener tapferen Söhne Bayerns, die 1921 mit uns am Sankt Annaberg gekämpft haben, bitten wir seit 1945 heimatvertriebene Oberschlesier die Gnadenmutter von Altötting, unsere innigen Gebete um Rückkehr in die geliebte Heimat vor den Thron Gottes zu tragen. 1953 Landsmannschaft Oberschlesien-Bayern.“ |
|                                                                                | Altusried                       | |                    | Ehrenmal mit den Namen der Gefallenen und Vermissten der Heimatvertriebenen |
| Bild gesucht BW                                                                | Alzenau                         | Friedhof 50° 5′ 2,3″ N, 9° 4′ 29,3″ O                                                              |                    | Gedenkstein auf der bewaldeten Höhe des Friedhofs: „Im Gedenken an die unvergessene Heimat und an alle Vertriebenen. Frieden – Freiheit – Recht.“ |
| Bild gesucht BW                                                                | Amberg                          | Stadtgraben 49° 26′ 41,1″ N, 11° 51′ 48,4″ O                                                       | 1989/2000          | Gedenkstein im Stadtgraben: „1954–1989, 35 Jahre Patenschaft Amberg–Eger. Die Vertriebenen gedenken seit 1945 ihrer Heimat Pommern, Danzig, Batschka, Baltikum, Ostpreußen, Westpreußen, Siebenbürgen, Bukowina, Banat, Oberschlesien, Niederschlesien, Brandenburg, Sudetenland.“ |
| Bild gesucht BW                                                                | Anger (Berchtesgadener Land)    | am Kriegerdenkmal bei der Kirche 47° 48′ 8,4″ N, 12° 51′ 25,2″ O                                   | 1983, Totensonntag | Gedenktafel: „Den Opfern der Vertreibung. Den Toten der Heimat im Osten.“ |
| Bild gesucht BW                                                                | Ansbach                         | Waldfriedhof 49° 17′ 23,7″ N, 9° 4′ 29,3″ O                                                        | 1988               | Gedenkstein am Waldfriedhof: „Den Toten unserer Heimat, Jägerndorf.“ (heute Krnov) |
| Bild gesucht BW                                                                | Ansbach                         | Waldfriedhof 49° 17′ 23,7″ N, 10° 32′ 51,9″ O                                                      |                    | Mahnmal am Waldfriedhof: „Dem Gedenken an die deutschen Opfer des II. Weltkrieges 1939–1945 im Osten durch Krieg, Gefangenschaft, Flucht und Vertreibung.“ |
| Bild gesucht BW                                                                | Ansbach                         | Karlshalle 49° 17′ 59,1″ N, 10° 34′ 32,9″ O                                                        | 2001               | Gedenktafel an der Karlshalle: „Die Stadt Ansbach hat nach dem Zweiten Weltkrieg mehr als 8000 Heimatvertriebene aufgenommen. 2001 in Dankbarkeit gestiftet: Sudetendeutsche, Schlesier, Ost- und Westpreußen, Pommern und Brandenburger.“ |
| Bild gesucht BW                                                                | Ansbach                         | Rathaus Ansbach 49° 18′ 9,6″ N, 10° 34′ 20,2″ O                                                    | 2008               | Gedenktafel im Rathauseingang: „Patenschaft Ansbach–Jägerndorf.“ Wappen von Ansbach und Jägerndorf. „Von 1523 bis 1603 waren die Markgrafen von Brandenburg-Ansbach auch die Herzöge des schlesischen Herzogtums Jägerndorf. Eingedenk dessen übernahm die Stadt Ansbach 1954 die Patenschaft für die aus ihrer Heimat vertriebenen Deutschen von Stadt und Kreis Jägerndorf.“ Im Rathaus befinden sich auch die „Jägerndorfer Heimatstuben“ |
| Bild gesucht BW                                                                | Ansbach                         | Lausbubenbrunnen am Gymnasium Carolinum 49° 18′ 4,2″ N, 10° 34′ 11,3″ O                            | 1982               | Gedenktafel mit dem Rathaus von Breslau |
| weitere Bilder                                                                 | Aschaffenburg                   | Grünfläche zwischen der Weißenburger Straße und der Friedrichstraße 49° 58′ 38,7″ N, 9° 8′ 45,3″ O | 1983               | Mahnmal auf der Grünfläche zwischen der Weißenburger Straße und der Friedrichstraße: „Doch Graslitz lebt. Das geistige Gepäck seiner Bürger, ihre Handfertigkeit, Erfindungsgabe und Durchsetzungskraft, ihr Unternehmungsgeist und Wagemut waren nicht zu enteignen. Zur Förderung, Unterstützung und Erhaltung des Volkstums der Bürger aus dem Landkreis und der Stadt Graslitz übernahm Aschaffenburg 1958 die Patenschaft. Voll Stolz über das Erreichte, insbesondere den Wiederaufbau der Musikinstrumenten-Industrie, sei Dank allen, die geholfen haben. Graslitz lebt. Errichtet 1983 vom Heimatverband der Graslitzer, gestaltet von dem Karlsbader Ernest Hoffmann IGL, Sylt.“ (Kraslice) |
| Bild gesucht BW                                                                | Asten                           | Pfarrfriedhof 48° 5′ 55″ N, 12° 43′ 31,2″ O                                                        |                    | Heimatvertriebenenkreuz am Pfarrfriedhof |
| Bild gesucht BW                                                                | Auerberg                        | St. Georg (Auerberg) 47° 44′ 11″ N, 10° 44′ 14″ O                                                  |                    | Gedenkkreuz: „Zum Gedenken aller Verstorbenen aus Zuckmantel und Umgebung.“ – „Kreuz aus dem Friedhof Zuckmantel / Sudetenland, gestiftet von Lothar Magyar.“ (heute: Zlaté Hory) |
|                                                                                | Augsburg                        | Wittelsbacher Park 48° 21′ 36,8″ N, 10° 53′ 21″ O                                                  | 1984               | Gedenkstein: „Unvergessene Heimat Westpreußen, Ostpreußen. Wir Vertriebenen.“ |
| Bild gesucht BW                                                                | Augsburg                        | Westfriedhof (Augsburg) 48° 22′ 4,6″ N, 10° 51′ 40,4″ O                                            | 1952               | Mahnmal: „Gebrochen ist dieser Baum, doch er lebt.“ – „Was durch Haß getrennt wurde, kann nur durch die Liebe wieder vereint werden. Den Toten des deutschen Ostens zum Gedenken. Die Stadt Augsburg 1952.“ |
| weitere Bilder                                                                 | Augsburg                        | Wittelsbacher Park 48° 21′ 34,5″ N, 10° 53′ 18,4″ O                                                | 1984               | Gedenkstein: „30.000 Sudetendeutsche Vertriebene fanden nach 1945 in Augsburg eine neue Heimat. Böhmen, Mähren, Sudeten, Schlesien.“ |
|                                                                                | Augsburg                        | Wittelsbacher Park 48° 21′ 25,6″ N, 10° 52′ 48,3″ O                                                | 1980               | Brunnensäule Reichenberg: „Sie liebten ihre Stadt und ihre Heimat, aus der sie 1945 vertrieben wurden.“ (heute: Liberec) |
| Bild gesucht BW                                                                | Augsburg-Göggingen              | Friedhof in Göggingen 48° 20′ 44,5″ N, 10° 52′ 4,8″ O                                              | 1954, 1981         | Gedenkstätte der Neudeker: „Vergaß dai Hamit net.“ – Gedenkstein für die Dichter des Erzgebirges Anton Günther und Hans Soph. – Nejdek |
| Bild gesucht BW                                                                | Augsburg                        | Schallschutzwand bei der Haltestelle Theodor-Wiedemann-Straße 48° 21′ 38,9″ N, 10° 54′ 37,4″ O     | 2010               | Gedenktafel: Das Ende August 1946 eröffnete Regierungslager B nahm in neun Monaten 180.000 Sudetendeutsche auf. |
| Bild gesucht BW                                                                | Aurach                          | Vorhof von St. Peter und Paul (Aurach) 49° 14′ 42,3″ N, 10° 24′ 52″ O                              | 1985               | Gedenkstein: „Zum ehrenden Gedenken unserer Verstorbenen, der Opfer aus Krieg und Vertreibung. Blumenau Sudetenland.“ (heute: Květná, Landkreis Zwittau) |
| Bild gesucht BW                                                                | Bad Abbach                      | Friedhof Bad Abbach 48° 56′ 6,4″ N, 12° 3′ 8,8″ O                                                  | 1952, 1964, 1989   | Gedenkstein: „Den Toten unserer Heimat. 1945, Schlesien, Sudetenland, Wartheland, Ost-Westpreußen, Donauländer, Brandenburg, Pommern.“ |
| Bild gesucht BW                                                                | Bad Bayersoien                  | auf dem Kapellenberg 47° 41′ 33,1″ N, 10° 59′ 44,6″ O                                              | 1992               | Gedenkplatte auf dem Kapellenberg: „Wir danken den Bewohnern der Gemeinde, die in den schweren Jahren der Vertreibung von (1944–47) 554 Deutschen aus dem Sudetenland und Flüchtlingen aus den Ostgebieten ein Obdach gegeben haben. In jedem der damals 100 Häuser wurden 4-5 Personen aufgenommen. Für viele ist die Gemeinde eine neue Heimat geworden und geblieben. Zur Erinnerung an diese schwere Zeit stiften die Heimatvertriebenen und Flüchtlinge in Dankbarkeit der Gemeinde diese Gedenkplatte. Möge Frieden die Opfer lohnen. Bayersoien im Oktober 1992.“ |
| Bild gesucht BW                                                                | Bad Brückenau                   | Städtischer Friedhof an der Fuldaer Straße 50° 18′ 41,2″ N, 9° 47′ 24″ O                           | 1951               | Gedenkstein auf dem Städtischen Friedhof an der Fuldaer Straße |
|                                                                                | Bad Feilnbach                   | Auer Berg                                                                                          | 1957               | Hochkreuz am Auer Berg: „Heimat, du meine Erde, Du muttereinziger Ort! Heimat, du wundervolles, du starkes, gutes Wort.“ – „Errichtet von den Vereinigten Landsmannschaften des Kreises Bad Aibling. Tag der Heimat 8.9.1957.“ |
| Bild gesucht BW                                                                | Bad Neualbenreuth               | Egerer Kapelle 49° 59′ 8,7″ N, 12° 27′ 33,6″ O                                                     |                    | Gedenkstein bei der Egerer Kapelle |
| Bild gesucht BW                                                                | Bad Neustadt an der Saale       | unterhalb der Stadtpfarrkirche 50° 19′ 25,4″ N, 10° 12′ 52,8″ O                                    | 1987               | Bronzetafel auf rotem Sandstein |
| Bild gesucht BW                                                                | Bad Reichenhall                 | am neuen Rathaus 47° 43′ 19,2″ N, 12° 52′ 33,3″ O                                                  | 1982               | Gedenktafel: „Die Stadt Bad Reichenhall hat nach dem Zweiten Weltkrieg mehr als 6000 Heimatvertriebene Deutsche hilfsbereit aufgenommen. 1982 in Dankbarkeit gestiftet: Die Sudetendeutsche Landsmannschaft und die Landsmannschaften der Schlesier, Sachsen, Ost- und Westpreußen, Banater Schwaben.“ |
| weitere Bilder                                                                 | Bad Reichenhall                 | Friedhof St. Zeno 47° 43′ 55,5″ N, 12° 53′ 20,8″ O                                                 | 1952/1986          | Vertriebenengedenkstätte |
|                                                                                | Bad Tölz                        | | 1970               | Ostlandkreuz |
|                                                                                | Bad Windsheim                   | Weinturmhügel                                                                                      | 1960               | Ostlandkreuz: „Den Opfern der Vertreibung aus ihrer Heimat 1945. Dem deutschen Osten zum Gedenken.“ |
| Bild gesucht BW                                                                | Bad Wörishofen                  | Friedhof 48° 0′ 6,3″ N, 10° 35′ 44,3″ O                                                            | 1950               | Gedenkstein mit Eisenkreuz |
| Bild gesucht BW                                                                | Baiersdorf                      | Friedhof 49° 39′ 30,6″ N, 11° 2′ 2″ O                                                              | 1952               | Gedenkkreuz auf dem Friedhof |
| Bild gesucht BW                                                                | Bamberg                         | Wildensorger Straße 49° 53′ 19,7″ N, 10° 52′ 14,2″ O                                               |                    | Rübezahl, Riesengebirge |
|                                                                                | Bamberg                         | Schillerwiese im Hain 49° 52′ 37,2″ N, 10° 54′ 3,5″ O                                              | 1966               | Gedenkstein |
| Bild gesucht BW                                                                | Bayerisch Eisenstein            | Friedhof 49° 7′ 21,7″ N, 13° 11′ 48,2″ O                                                           | 1954               | Gedenkstein |
|                                                                                | Bayerisch Eisenstein            | nahe der Kapelle auf dem Großen Arber 49° 5′ 58,5″ N, 13° 9′ 27,1″ O                               | 1985               | Totenbrett: „Wende den Blick, Wanderer, ostwärts! Land siehst du, einst von deutschen Menschen gerodet und gestaltet. Es wandelt sein Antlitz, seit die Deutschen vertrieben. Dies Totenbrett deutet: Die Gewalt liegt in der Hand weniger, die Not trifft die Vielen. Erlösung findet zuletzt, die guten Willens handeln. Erich Hans. Gedenken an die Toten der Sudetendeutschen bei der Vertreibung 1945/46.“ |
|                                                                                | Bayerisch Eisenstein            | neben dem Kriegerdenkmal 49° 7′ 8,2″ N, 13° 11′ 56,7″ O                                            | 1986               | Gedenkstein neben dem Kriegerdenkmal für die Gefallenen der Weltkriege und die Heimatvertriebenen des Böhmerwalds |
|                                                                                | Bayerisch Gmain                 | | 1970               | Gedenkstein |
| Denkmal Heimatvertriebene und Heimkehrer, Altes Schloss Luitpoldplatz Bayreuth | Bayreuth                        | Altes Schloss am Luitpoldplatz 49° 56′ 39,3″ N, 11° 34′ 35,7″ O                                    | 1995               | Gedenkstätte: „Zum Gedenken an Schicksal und Aufbauleistungen der Heimatvertriebenen des 2. Weltkrieges.“ |
|                                                                                | Bayreuth                        | Bayreuth Hauptbahnhof 49° 56′ 59,4″ N, 11° 34′ 47,8″ O                                             | 2010               | Gedenktafel: „Nie wieder Krieg und Vertreibung. Von Februar bis Oktober 1946 trafen im Hauptbahnhof Bayreuth 39.281 Vertriebene aus dem Sudetenland in 33 Güterzügen ein. Der Stadt und dem Landkreis sei Dank für die Aufnahme. Sudetendeutsche Landsmannschaft Juni 2010.“ |
|                                                                                | Bechhofen (Mittelfranken)       | vor der katholischen Kirche 49° 9′ 54,5″ N, 10° 33′ 35,5″ O                                        | 1975               | Vertriebenenbrunnen vor der katholischen Kirche (1975), Wappen von Schlesien, Sudeten, Karpaten, Ostpreußen. |
| Bild gesucht BW                                                                | Beilngries                      | Friedhof 49° 1′ 55,4″ N, 11° 28′ 56,8″ O                                                           | 1955               | Mahnmal der Heimatvertriebenen |
| Bild gesucht BW                                                                | Berching                        | Außenmauer des Friedhofs Berching 49° 6′ 21,3″ N, 11° 26′ 48,2″ O                                  | 1950               | Mahnmal: „Den Toten der Heimat.“ (Ost-Westpreußen, Pommern, Ostbrandenburg, Schlesien, Sudetenland, Balten, Balkanländer, Auslandsdeutsche) |
|                                                                                | Bergen (Chiemgau)               | hinter der Aussegnungshalle auf dem alten Friedhof 47° 48′ 27,6″ N, 12° 35′ 22,7″ O                | 1949/1988          | Gedenkkreuz, 1949 errichtet und 1988 erneuert |
| Bild gesucht BW                                                                | Bergkirchen                     | Kirchhof 48° 15′ 19,7″ N, 11° 21′ 48,1″ O                                                          | 1949/1973          | Heimatkreuz der Leobschützer. |
| Bild gesucht BW                                                                | Bernbeuren                      | Friedhof 47° 44′ 4,2″ N, 10° 46′ 50″ O                                                             | 1951               | Hochkreuz auf dem Friedhof |
|                                                                                | Winkl (Bischofswiesen)          | | 1949               | Sudetendeutsche Gedenkstätte |
| Bild gesucht BW                                                                | Böbing                          | Großer Friedhofsvorplatz 47° 45′ 13,5″ N, 10° 59′ 14,1″ O                                          | 1973               | Mahnmalgruppe mit Obelisk |
| Bild gesucht BW                                                                | Bogen (Stadt)                   | Stadtfriedhof 48° 54′ 50,7″ N, 12° 41′ 31,3″ O                                                     | 1950               | Gedenkstein: „Den Verteidigern von Recht und Menschlichkeit. Die Heimatvertriebenen im Landkreis Bogen gedenken ihrer Toten in der fernen Heimat und aller, die für die Bewahrung unserer Heimat im Osten ihr Leben hingegeben haben. R.I.P.“ |
| Bild gesucht BW                                                                | Breitbrunn am Chiemsee          | Pfarrkirche St. Johannes 47° 53′ 19,6″ N, 12° 24′ 2,7″ O                                           | 1952               | Heimatkreuz der Sudetendeutschen |
|                                                                                | Bubenreuth                      | Hof der Kirche Maria Heimsuchung 49° 37′ 19,7″ N, 11° 0′ 40″ O                                     | 2003               | Mahnmal gegen Vertreibung |
| Bild gesucht BW                                                                | Bühl am Alpsee                  | bei der Kirche 47° 34′ 7,9″ N, 10° 11′ 28,8″ O                                                     |                    | HGedenkstein Bergstadt Platten |
|                                                                                | Bubenreuth                      | Friedhof 49° 42′ 46,3″ N, 9° 16′ 15,9″ O                                                           |                    | Gedenkstein Den Toten der Heimat |
|                                                                                | Burgau                          | | 1998               | Gedenkstätte für Bärringen im Erzgebirge |
| Bild gesucht BW                                                                | Burghausen                      | Friedhof 48° 9′ 17,8″ N, 12° 49′ 14,6″ O                                                           | 1953               | Gedenkkapelle auf dem Friedhof |
|                                                                                | Burghaslach, Oberrimbach        | |                    | |
| Bild gesucht BW                                                                | Burgoberbach                    | Stadtfriedhof 49° 14′ 6,2″ N, 10° 35′ 49″ O                                                        | 1950               | Ehrengrab: „Wir ehren unsere Toten, die in der Heimat und fremder Erde ruhn! Sudetenland, Ungarn, Schlesien, Ostpreußen.“ |
|                                                                                | Cadolzburg                      | | 1952               | Gedenkstein neben dem Kriegerdenkmal: „Mit unsren Toten ankern wir für immer in des Ostens Erde und harren, daß trotz Haß und Gier die Heimat wieder unser werde. W. Pleyer. Bund der vertriebenen Deutschen, Ortsverband Cadolzburg 1952.“ |
| Bild gesucht BW                                                                | Cham (Oberpfalz)                | Stadtpark 49° 13′ 24,4″ N, 12° 39′ 40,3″ O                                                         | 1955               | Hochkreuz im Stadtpark |
| Bild gesucht BW                                                                | Coburg                          | Friedhof 50° 15′ 9,9″ N, 10° 58′ 23,9″ O                                                           | 1955               | Hochkreuz auf dem Friedhof |
| Bild gesucht BW                                                                | Coburg                          | im Rathaus 50° 15′ 28,2″ N, 10° 57′ 51,9″ O                                                        | 1955               | Gedenktafel im Rathaus: „Zum Gedenken an Flucht und Vertreibung. Die Stadt Coburg nahm 9.838 und der Landkreis Coburg mit Neustadt 20.474 Deutsche aus Ost- und Westpreußen, Danzig, Pommern, Weichsel-Warthe, Ober- und Niederschlesien, Sudetenland, Siebenbürgen und dem Banat auf. Bund der Vertriebenen.“ |
|                                                                                | Coburg                          | Hofgarten (Coburg) 50° 15′ 35″ N, 10° 58′ 25″ O                                                    | 1991               | Gedenkstein mit Wappen von Pommern, Weichsel-Warthe, Danzig, Westpreußen, Ostpreußen, Niederschlesien, Sudetenland, Oberschlesien, Siebenbürgen, Banat |
| Bild gesucht BW                                                                | Coburg                          | Unterhalb der Veste Coburg 50° 15′ 51,9″ N, 10° 59′ 1,3″ O                                         |                    | Gedenkstein des Heimatkreises Podersam–Jechnitz. Jesenice u Rakovníka, Podbořany, Landkreis Podersam |
|                                                                                | Dasing                          | Kriegerdenkmal                                                                                     |                    | Gedenktafel mit Namen und Todesdatum am Kriegerdenkmal: „In treuem Gedenken der gefallenen Heimatvertriebenen des 2. Weltkrieges.“ |
|                                                                                | Deggendorf                      | Adalbert-Stifter-Straße                                                                            |                    | Ostlandkreuz an der Adalbert-Stifter-Straße |
|                                                                                | Derching                        | | 1979/2004          | Flurkreuz mit Gedenkstein, IHS: „Gott zur Ehre. Den Opfern der Vertreibung. SL-Derching 1979.“ |
|                                                                                | Dettelbach                      | | 1983               | Gedenkstein für Haslau |
| Bild gesucht BW                                                                | Dinkelsbühl                     | Bäuerlinsturm in der Stadtmauer 49° 4′ 0,8″ N, 10° 19′ 25,9″ O                                     | 1967               | Bäuerlinsturm in der Stadtmauer: „Von diesem Turm erklingt die Glocke der Heimat Siebenbürgen. Gestiftet 1967 von Siebenbürger Sachsen aus aller Welt.“ |
|                                                                                | Dinkelsbühl                     | Lindenallee                                                                                        |                    | Gedenkstätte der Siebenbürger Sachsen |
| Bild gesucht BW                                                                | Dinkelsbühl                     | Vorhof der Dreikönigskapelle 49° 4′ 7,9″ N, 10° 19′ 25,9″ O                                        | 2004               | Gedenkstätte: „Heimatkreis Mies–Pilsen geborgen in Dinkelsbühl. 50 Jahre Patenschaft 2004.“ Stříbro, Pilsen, Landkreis Mies |
| Bild gesucht BW                                                                | Dinkelsbühl                     | Kriegergedenkstätte am Segringer Tor 49° 4′ 7,2″ N, 10° 18′ 50″ O                                  |                    | Gedenktafel: „Wir denken an Euch. Zur dauernden Erinnerung und Mahnung an die in der Heimat und in fremden Ländern Gefallenen, Verstorbenen, Verschollenen. Die Heimatvertriebenen aus den Bezirken Mies und Pilsen in Böhmen Sudetenland. Gefoltert – Getötet – Unvergessen. Den Opfern tschechischer Gewalt in den Todeslagern Pilsen-Bory, Miröschau und Tschemoschna.“ Gefängnis Bory, Mirošov u Rokycan, Třemošná |
| Bild gesucht BW                                                                | Dinkelsbühl                     | Kapuzinerkloster Dinkelsbühl 49° 4′ 12,8″ N, 10° 18′ 54″ O                                         |                    | In der Klosterkirche zeigt der Hauptaltar Nachbildungen des Gnadenkreuzes vom Kreuzberg bei Staab und des Gnadenbildes der schmerzhaften Muttergottes in der Stadtkirche zu Mies. |
|                                                                                | Donauwörth                      | Kloster Heilig Kreuz (Donauwörth) 48° 43′ 9,7″ N, 10° 46′ 25,2″ O                                  | 1985               | Gedenktafel an der Innenseite der Friedhofsmauer: „Mit Dank an die Patenstadt Donauwörth gedenkt die Heimatortsgemeinschaft Lovin / Banat in Ehrfurcht und Treue ihrer Toten, der Opfer der Besiedlung im 18. Jahrhundert, der beiden Weltkriege und Gefangenschaft, der Flucht 1944, der Russlandverschleppung 1945, der Zwangsumsiedlung in die Baragansteppe 1951 sowie der verstorbenen Landsleute in aller Welt. Ruhe den Toten – Friede den Lebenden. Heimat Erde.“ Deportation in die Bărăgan-Steppe, Verschleppung von Rumäniendeutschen in die Sowjetunion |
|                                                                                | Durach                          | 50 Meter nördlich der Kirche 47° 41′ 51,1″ N, 10° 20′ 39,5″ O                                      |                    | Gedenkstein im Ortszentrum: „Laß dir die Fremde zur Heimat, aber niemals die Heimat zur Fremde werden! Den Opfern der Vertreibung.“ |
|                                                                                | Eggenfelden                     | |                    | Kreuz der Vertreibung, Gedenkstein mit Eisernem Kreuz |
| Bild gesucht BW                                                                | Egling an der Paar              | St. Ulrich (Egling an der Paar) 48° 10′ 56,4″ N, 10° 58′ 30,6″ O                                   | 1996               | Gedenkstein |
| Bild gesucht BW                                                                | Eichstätt                       | Holbeinplatz 48° 53′ 27,3″ N, 11° 11′ 3″ O                                                         | 1980               | Denkmal mit Büste von Joseph von Führich, Patenschaft Kratzau |
| Bild gesucht BW                                                                | Ellingen                        | Friedhof 49° 3′ 29,8″ N, 10° 58′ 9,5″ O                                                            | 1967               | Gedenkstein |
|                                                                                | Engelsberg                      | Wegegabelung Schabing–Schönlinden                                                                  | 1978               | Denkmal der Sudetendeutschen in Tacherting |
| Bild gesucht BW                                                                | Erlangen                        | Ehrenfriedhof 49° 35′ 34,8″ N, 10° 59′ 57,6″ O                                                     | 1968               | Gedenkstätte: „Den Toten in unserer Heimat und den Opfern der Vertreibung.“ |
| Bild gesucht BW                                                                | Erlangen                        | Markuskirche 49° 35′ 46,4″ N, 11° 2′ 10,8″ O                                                       | 1963               | Ehrenmal Komotau: „Heimatstadt Komotau mit ihren 120 Gemeinden.“ – „1252 Gründung des ersten Komturei in Böhmen durch den Deutschen Ritterorden. 1945 Vertreibung aller Deutschen aus der Stadt und dem Landkreis Komotau.“ |
| Bild gesucht BW                                                                | Erlangen                        | Ehrenfriedhof an der Äußeren Brucker Straße 49° 35′ 16,5″ N, 10° 59′ 50,2″ O                       | 1965               | Gedenkstein Heimatkreis Brüx |
| Bild gesucht BW                                                                | Erlangen                        | Raumerstraße 49° 35′ 39,6″ N, 11° 0′ 40,1″ O                                                       | 1965/1971          | Gedenkstein (1965), Brüxer Brunnen (1971) |
| Bild gesucht BW                                                                | Eschlkam                        | Pestfriedhof 49° 17′ 30,8″ N, 12° 55′ 15,5″ O                                                      | 1963               | St. Michaelskapelle: „Gestiftet von Angehörigen der ehm. Pfarrei Neumark im Böhmerwald zum Gedächtnis ihrer Gefallenen u. Verstorbenen sowie zur Erinnerung an die verlorene Heimat. Benediziert am Fest des Pfarrpatrons St. Michael. A.D. 1963.“ Všeruby u Kdyně |
| Bild gesucht BW                                                                | Eschlkam                        | Pestfriedhof 49° 17′ 30,8″ N, 12° 55′ 15,5″ O                                                      | 1982               | Gedenkstein für die Verstorbenen und Gefallenen der Pfarrei Maxberg |
| Bild gesucht BW                                                                | Eslarn                          | kommunaler Friedhof 49° 35′ 4,1″ N, 12° 31′ 20,6″ O                                                |                    | Gedenkstein rechtsseitig nach dem Zugang zum Friedhof |
| Bild gesucht BW                                                                | Feldkirchen (Landkreis München) | Gemeindefriedhof an der Friedenstraße 48° 8′ 44,6″ N, 11° 44′ 10,9″ O                              | 1956               | Hochkreuz mit Gedenkstein |
|                                                                                | Feuchtwangen                    | Stadtmauer Am Zwinger                                                                              | 1999               | Gedenktafel: „Wider das Vergessen. In der Stadt und dem ehemaligen Landkreis Feuchtwangen sind in den Jahren 1945–1959 über 11.000 Heimatvertriebene aufgenommen worden. 50 Jahre Sudetendeutsche Landsmannschaft Dez. 1999.“ |
|                                                                                | Feuchtwangen                    | Friedhof                                                                                           | 1949               | Vertriebenenkreuz |
|                                                                                | Fischen im Allgäu               | Friedhofseingang                                                                                   | 1951               | Gedenkstein |
| Bild gesucht BW                                                                | Forchheim                       | Grünfläche am Streckerplatz 49° 42′ 59,8″ N, 11° 3′ 43,5″ O                                        | 1976/2002          | Braunauer Heimatdenkmal |
| Bild gesucht BW                                                                | Forchheim                       | neuer Teil des alten Friedhofs 49° 43′ 28,5″ N, 11° 3′ 42,8″ O                                     | 1951               | Mahnmal: „Der Heimat und ihren Toten.“ (Deutscher Osten, Sudetenland, Südosten. Wappen von Westpreußen, Schlesien, Sudetenland, Südosten) |
|                                                                                | Frammersbach                    | Rinderbachtal                                                                                      | 1949/2012          | Gedenkstätte am Rinderbachtal, Aufnahme von 213 vertriebenen und geflüchteten Familien |
| Bild gesucht BW                                                                | Freilassing                     | Friedhof Salzburghofen 47° 50′ 58,5″ N, 12° 59′ 16,1″ O                                            | 1996/2003          | Gedenkstätte |
| Bild gesucht BW                                                                | Freising                        | Waldfriedhof 48° 24′ 48,8″ N, 11° 44′ 43,3″ O                                                      | 2010               | Gedenkstein der Sudetendeutschen |
|                                                                                | Freyung                         | neben der St.-Gunther-Kapelle auf dem Oberfeld                                                     | 1981               | Gedenkstätte der vertriebenen Winterberger |
|                                                                                | Fridolfing                      | Südostseite der Pfarrkirche                                                                        | 1949               | Gedenkstätte an der Südostseite der Pfarrkirche |
|                                                                                | Fridolfing                      | Nordostseite der Pfarrkirche                                                                       |                    | Mahnmal der Pardaner: „1944 Vertreibung 1948. Pardan 1800–1944 Gedenken unserer Toten in aller Welt.“ |
|                                                                                | Friedberg (Bayern)              | Stätzling, Friedhof bei der Pfarrkirche                                                            | 1979               | Gedenkstein der Sudetendeutschen |
|                                                                                | Friedberg (Bayern)              | St. Afra im Felde                                                                                  | 1998               | Gedenktafel: „Zum Gedenken an die Opfer und Verstorbenen der Vertreibung aus dem Sudetenland der Jahre 1945–1946. Gemeinde Domeschau-Sternberg.“ Domašov u Šternberka |
|                                                                                | Friedberg (Bayern)              | Lindenau                                                                                           | 1990               | Gedenkkreuz mit Bronzetafel |
|                                                                                | Friedberg (Bayern)              | Friedhof Herrgottsruh                                                                              | 1977               | Gedenkstein |
|                                                                                | Furth im Wald                   | Friedhof                                                                                           | 1952               | Gedenkkreuz |
|                                                                                | Furth im Wald                   | Kriegerdenkmal                                                                                     | 1969               | Gedenkstein beim Kriegerdenkmal: „Zum Gedenken der Gefallenen des Heimatkreises Bischofteinitz aus den Weltkriegen 1914–1918, 1939–1945 und der Vertreibungsopfer.“ |
|                                                                                | Furth im Wald                   | Schlossplatz                                                                                       | 1975               | Heimatkreisbrunnen mit Wappen von Bischofteinitz, Ronsperg, Hostau und Furth: „Gewidmet der Patenstadt Furth im Wald vom Heimatkreis Bischofteinitz 1975.“ |
|                                                                                | Furth im Wald                   | Amtsgerichtsgebäude                                                                                | 1979               | Glockenspiel (Spieluhr) am Risalit des Amtsgerichtsgebäudes: „Aus Dankbarkeit gestiftet von den Landsleuten des Heimatkreises Bischofteinitz der Patenstadt Furth im Wald. A.D. 1979.“ |
|                                                                                | Furth im Wald                   | Straßenbrücke über die Eisenbahnlinie Furth-Taus                                                   |                    | Säule mit Johannes Nepomuk und Wappen von Bischofteinitz, Hostau und Ronsperg: Bischofteinitz 33 km, Ronsperg 33 km, Hostau 42 km, Eger 133 km, Karlsbad 162 km. |
|                                                                                | Furth im Wald                   | Bahnhofsvorplatz                                                                                   |                    | Gedenkstein mit Inschrift in Deutsch, Tschechisch und Braille: „Grenzdurchgangslager Furth im Wald 1946–1958. Erste Station in der Freiheit für 750.000 Vertriebene.“ |
|                                                                                | Furth im Wald                   | Vollmauer Kapelle am Diebergerweg                                                                  | 1983               | Ermordung von 33 Flüchtlingen Horní Folmava |
|                                                                                | Fürth                           | Friedhof Stadeln                                                                                   | 1966               | Gedenkstein. Für die Gebiete Ostpreußen, Danzig, Westpreußen, Pommern, Schlesien, Warthe-Weichsel, Sudeten, Karpaten, Siebenbürgen, Banat, Batschka. |
|                                                                                | Füssen                          | |                    | Entfernungsstein: „Nach Neisse O/S 925 km.“ Nysa |
|                                                                                | Gaimersheim                     | | 1963               | Mahnmal auf dem Friedhof |
|                                                                                | Gangkofen                       | |                    | Gedenkstein auf dem Friedhof |
|                                                                                | Geiselhöring                    | |                    | Gedenkkreuz der Sudetendeutschen am Friedhof |
|                                                                                | Geisenfeld                      | |                    | Gedenkkreuz an der Friedhofskapelle |
|                                                                                | Geisenfeld                      | |                    | Gedenkstein am Eingang zum Friedhof |
|                                                                                | Georgensgmünd                   | | 2008               | Gedenktafel am Markgrafenschlösslein: „Zum Gedenken an die deutschen Bürger der Stadt Saaz und des Saazerlandes, die 1945/46 im ehemaligen Sudetenland ermordet wurden und an die Bürger des deutschböhmischen Saazerlandes, die 1945/46 aus ihrer angestammten Heimat vertrieben wurden. Gestiftet: Kulturkreis Saaz e. V. Anno 2008.“ Žatec, Landkreis Saaz. |
|                                                                                | Georgensgmünd                   | | 1998               | Gedenkstein der Sudetendeutschen: „Wir Gedenken aller Toten des Krieges und aller Opfer der Vertreibung 1945-1946. Sudetendeutsche Landsmannschaft Ortsverband Georgensgmünd November 1998.“ |
|                                                                                | Geretsried                      | | 1956               | Gedenkstein vor dem Rathauseingang in Gartenberg: „Not und Tod brachten uns her, Arbeit und Fleiß schufen uns Ehr. Errichtet im 10. Jahre der Vertreibung. Eghalanda Gmoi z` Geretsried 1946–1956.“ |
|                                                                                | Geretsried                      | |                    | Hochkreuz auf dem Waldfriedhof |
|                                                                                | Geretsried                      | |                    | Gedenkstein auf dem Friedhof |
|                                                                                | Gernlinden                      | | 1988               | Gedenkstein an der Hauptstraße (1988): „Wir gedenken unserer Heimat. Im Sudetenland, in Schlesien, Pommern, Ost- und Westpreußen, Siebenbürgen, Banat und in den anderen Vertreibungsgebieten der Deutschen aus dem Südosten. Bund der Vertriebenen, Ortsgruppe Gernlinden 1988.“ |
|                                                                                | Gerolfingen                     | | 2007               | Gedenkstein an der Auffahrt zum Hesselberg: „Zum Gedenken und zum Dank. Die Gemeinden Gerolfingen, Aufkirchen, Irsingen nahmen in den schweren Nachkriegsjahren 1945 bis 1947 über 1000 Flüchtlinge und Vertriebene aus Ost- und Südosteuropa auf. Eingeweiht beim Hasselbergtreff 60 Jahre danach 16.6.2007.“ |
|                                                                                | Gerzen                          | | 1950               | Gedenkstein auf dem Friedhof |
|                                                                                | Gmund am Tegernsee              | | 1956               | Hochkreuz auf dem Bergfriedhof |
|                                                                                | Gmund am Tegernsee              | | 1990               | Gedenkstein am Kirchenweg, Egerland-Relief mit dem Sudetendeutschen Wappen und Wappen von Eger, Karlsbad, Marienbad, Franzensbad, Falkenau, Elbogen, Mies, Neudek und Tachau |
|                                                                                | Grafing bei München             | | 1987               | Marienkapelle an der Gerhart-Hauptmann-Straße |
|                                                                                | Großhabersdorf                  | | 1955               | Mahnmal |
|                                                                                | Günzburg                        | | 1989               | Ehrenmal am Dossenberger Hof |
|                                                                                | Gunzenhausen                    | | 1994               | Vertriebenengedenkstein im Ehrenmalbereich der Hinderburgstraße: „Die Landsmannschaften der Schlesier, der Ostpreußen und der Sudetendeutschen gedenken ihrer Verstorbenen in der Heimat, den Opfern beider Weltkriege, in den Vernichtungslagern, sowie den Toten der Vertreibung 1945/46 aus der angestammten Heimat. Wir werden Euch nie vergessen!“ |
|                                                                                | Haar (bei München)              | |                    | Gedenkstätte auf dem Alten Friedhof |
|                                                                                | Haidmühle                       | |                    | vor der bayerisch-böhmischen Grenze erinnert ein Gedenkstein an das Gnadenbild „Unserer lieben Frau von Maria von Gojau“, d. h. an die gefallenen und verstorbenen Pfarrkinder und an die zum Pfarrsprengel gehörenden Orte. Kájov |
|                                                                                | Hammelburg                      | | 1950               | Gedenkkreuz auf dem städtischen Friedhof: „Gott schläft nicht noch schlummert er, Psalm 121.“ |
|                                                                                | Haßfurt                         | | 1956               | Gedenkstein der Sudetendeutschen Landsmannschaft an der Hindenburg-Promenade: „Unsere 600.000 Toten rufen!“ |
|                                                                                | Hausen (Niederbayern)           | | 1951               | Gedenkstein auf dem Gemeindefriedhof |
|                                                                                | Heiligkreuz (Trostberg)         | | 1954/2000          | Gedenkstätte der Heimatvertriebenen |
|                                                                                | Heilsbronn                      | | 1952               | vor der kath. Kirche in der Nürnberger Straße, Gedenkkreuz der Sudetendeutschen Landsmannschaft |
|                                                                                | Hemhofen                        | | 1956               | Gedenkstein am Friedhof in Zeckern |
|                                                                                | Heroldsberg                     | | 1957               | Gedenkstein am Friedhof |
|                                                                                | Hersbruck                       | | 2006               | Gedenkstein in der Grünanlage an der Grabenstraße: „1946 aus der Heimat vertrieben. 2006. 60 Jahre in Dankbarkeit mit Hersbruck verbunden. Die Heimatvertriebenen aus dem Kirchsprengel Chotieschau.“ Vier kleine Steine mit Teinitzl, Lossin, Mantau, Horschikowitz. |
|                                                                                | Hersbruck                       | |                    | Gedenkstein der Sudetendeutschen in der Gartenstraße |
|                                                                                | Herzogenaurach                  | | 1952               | Gedenkkreuz am alten Friedhof an der Erlanger Straße: Ost- und Westpreußen, Schlesien; Sudetenland, Südostdeutsche |
|                                                                                | Herzogenaurach                  | | 1957               | Gedenkkreuz am Friedhof in Niederndorf: „Ich bin die Auferstehung und das Leben! Den Toten und Opfern der Vertreibung.“ |
|                                                                                | Hochstadt am Main               | | 1950               | Hochkreuz am Sportplatz |
|                                                                                | Höchstadt                       | | 1955               | Gedenkstätte am Friedhof |
| Moschendorf                                                                    | Hof (Saale)                     | | 1965               | Mahnmal zur Deutschen Teilung bei der Industrie- und Handelskammer |
| Mahnmal Deutsche Teilung in Hof                                                | Hof (Saale)                     | | 1980               | Mahnmal an der Ecke Wunsiedler Straße/Ostpreußenstraße in Moschendorf: „Das Grenzdurchgangs- und Entlassungslager Moschendorf war hier 1945-1947 Tor zur Freiheit für Hunderttausende deutsche Kriegsgefangene, Zivilgefangene und Vertriebene des zweiten Weltkrieges, die aus den Weiten des Ostens kamen. Mahnen soll diese Stätte die Gewalt zu verdammen, dem Hasse zu entsagen, der Versöhnung zu dienen und den Frieden in Freiheit zu wahren. V.d.H.“ |
|                                                                                | Holzhausen (bei Buchloe)        | | 1993               | Gedenkkapelle für 18 Vertriebene aus Jugoslawien und dem Sudetenland |
|                                                                                | Huglfing                        | | 1955               | Hochkreuz auf dem Friedhof |
|                                                                                | Immenstadt                      | |                    | Gedenkkreuz auf dem Friedhof |
|                                                                                | Ingolstadt                      | |                    | Luitpoldpark, Gedenkstein (1968) |
|                                                                                | Ingolstadt                      | |                    | Luitpoldpark, Gedenkstein für Niemes |
|                                                                                | Ingolstadt                      | |                    | Gedenkkreuz auf einem der Friedhöfe |
|                                                                                | Ingolstadt                      | | 1952               | Gedenkkreuz auf dem Friedhof in Gerolfing |
|                                                                                | Ingolstadt                      | | 1988               | Asamkirche, Gedenktafel der 1946 vertriebenen Lindewieser |
|                                                                                | Ingolstadt                      | | 1984               | Franziskanerkirche, Gedenktafel der Patenschaft Prachatitz |
|                                                                                | Irlbach                         | |                    | Gedenktafel an der Westseite der Kirchenmauer |
|                                                                                | Jettingen-Scheppach             | |                    | Hochkreuz der Sudetendeutschen oberhalb des Friedhofs |
|                                                                                | Jettingen-Scheppach             | | 1955               | Hochkreuz: „Den Toten in der Heimat und in der Fremde. 1949 Sudetendeutsche Landsmannschaft.“ |
|                                                                                | Karlsfeld                       | | 2004               | Gedenkstein mit Wappen von Ost- und Westpreußen, Pommern, Schlesien, Sudetenland, Donauschwaben, Siebenbürgen: „Den deutschen Heimatvertriebenen als Dank für ihren Einsatz beim Aufbau unserer Gemeinde nach dem Zweiten Weltkrieg 1945.“ |
|                                                                                | Karlsfeld                       | | 1978               | Gedenkstein auf dem Friedhof: „Die Banater Schwestergemeinden St. Hubert-Charleville-Soltur. Den Toten der Heimat. Den Gefallenen des Krieges. Den Opfern der Gewalt 1944-1948.“ – „Ansiedlung 1770, Vertreibung 1944. 2917 Einwohner. Nach der Vertreibung und Verschleppung aller Einwohner sind in den Internierungslagern 964 Männer, Frauen und Kinder grausam umgekommen. 146 Soldaten sind im Krieg für Deutschland gefallen.“ – Glockenstück der zerstörten Heimatkirche. Lazarevo |
|                                                                                | Kaufbeuren                      | Neugablonz                                                                                         | 1977               | Ehrenmal vor dem Friedhof |
|                                                                                | Kaufbeuren                      | Neugablonz                                                                                         |                    | Wappenmast vor dem Gablonzer Haus |
|                                                                                | Kaufbeuren                      | Neugablonz                                                                                         | 1963               | Vertriebenendenkmal vor der Herz-Jesu-Kirche |
|                                                                                | Kaufbeuren                      | Neugablonz                                                                                         |                    | Meilenstein vor der Herz-Jesu-Kirche: „Gablonz a. N. 660 km.“ |
|                                                                                | Kaufbeuren                      | Neugablonz                                                                                         |                    | Denkmal Ferdinand Porsche vor der Herz-Jesu-Kirche |
|                                                                                | Kaufbeuren                      | Neugablonz                                                                                         |                    | Rüdiger-Brunnen neben der Herz-Jesu-Kirche |
|                                                                                | Kaufbeuren                      | |                    | Riederloh, das ehemalige Außenlager des KZ Dachau, war von 1946 bis 1954 erste Unterkunft vieler Heimatvertriebener aus Gablonz und dem Isergebirge. |
|                                                                                | Kaufbeuren                      | Neugablonz                                                                                         | 1986               | Isergebirgsbrunnen am Neuen Markt Iser, Desse, Kamnitz, Lausitzer Neiße |
|                                                                                | Kelheim                         | | 1979               | Gedenkstein auf dem Waldfriedhof: „Den Toten der Heimat und der Vertreibung. Schlesien, Sudetenland, Donauschwaben, Ost- und Westpreußen.“ |
|                                                                                | Kempten                         | Rottachstraße, Städtischer Zentralfriedhof 47° 44′ 2,3″ N, 10° 18′ 49,5″ O                         | 1955               | Gedenkstein: Vertriebene stellten ein Viertel von Kemptens Einwohnerschaft. |
| weitere Bilder                                                                 | Kempten                         | Adalbert-Stifter-Weg 2 1/2 bzw. Kantstraße 19 47° 44′ 2,3″ N, 10° 18′ 49,5″ O                      | 1955               | Die Denkmalliste informiert: „Brunnen, sog. Flüchtlingsbrunnen der ehemaligen Siedlung für Heimatvertriebene, figurales Relief einer Vertriebenenszene auf gemauertem Sockel, mit frontaler Brunnenschale und bronzener Inschriftentafel, Stein, Ferdinand Kuschel, 1955.“ |
|                                                                                | Kienberg (Oberbayern)           | | 1972               | Gedenktafel der Heimatvertriebenen an der östlichen Außenseite der Friedhofsmauer |
|                                                                                | Kipfenberg                      | | 1990               | Gedenkstein mit sudetendeutschem Wappen und Darstellung des Egerlandes, Ecke Pfahldorfer Straße/Gundekarstraße: Uschau im Landkreis Tachau |
|                                                                                | Kirchanschöring                 | | 1950               | Gedenkstätte auf dem neuen Pfarrfriedhof |
|                                                                                | Kirchheim in Schwaben           | | 1949/1974          | Kreuz/Gedenkstein auf dem Friedhof |
|                                                                                | Kirchroth                       | Katholische Pfarrei Pondorf                                                                        | 1951               | Vertriebenenkreuz an der Friedhofskapelle |
|                                                                                | Kissing                         | | 1973               | Gedenkstein vor der St.-Bernhard-Kirche: „Gedenke der Heimat. Die Deutschen des Ostens.“ |
|                                                                                | Kitzingen                       | |                    | Holzwegweiser beim Falterturm: „Königsberg, Danzig, Stettin, Breslau, Berlin, Karlsbad, Patenstadt Neuern.“ |
|                                                                                | Kitzingen                       | |                    | Hedwigsbrunnen im Hof des Landratsamtes Hedwig von Andechs, Ursulinenkloster Kitzingen |
|                                                                                | Kitzingen                       | | 1950               | Gedenkkreuz auf dem Neuen Friedhof |
|                                                                                | Kitzingen                       | | 1998               | Gedenkstein vor dem Eingang zum Alten Friedhof |
|                                                                                | Königsberg in Bayern            | | 1983               | Gedenkstein 760 km Milbes |
|                                                                                | Kösching                        | | 1951               | Gedenkkreuz auf dem Friedhof |
|                                                                                | Kötzting                        | | 1950               | Gedenktafel in der Friedhofshalle des neuen Friedhofs |
|                                                                                | Kötzting                        | | 1968               | Totenbrett am Wallfahrtsweg nach Weißenregen: „In treuem Gedenken unserer Toten! Sudetendeutsche Landsmannschaft Kötzting. Im alten und neuen Heimatland ruhet ihr alle in Gottes Hand.“ |
|                                                                                | Kreuzwertheim                   | |                    | Gedenkstein |
|                                                                                | Kronach                         | |                    | sudetendeutsches Gedenkkreuz hinter der Festung Rosenberg |
|                                                                                | Kronach                         | | 1982               | Gedenkstein unter der Festung Rosenberg beim Kriegerdenkmal: Podersam-Jechnitz Podbořany, Jesenice u Rakovníka, Landkreis Podersam |
|                                                                                | Kronach                         | |                    | Gedenkstein in der Mangstraße |
|                                                                                | Kühbach                         | |                    | Gedenktafel an der Außenmauer der Friedhofskirche |
|                                                                                | Kühbach                         | | 1996               | Ehrentafel (1928) für die im Ersten Weltkrieg Gefallenen von Chirles, 1996 in die Außenwand der Friedhofskirche eingebaut |
|                                                                                | Kulmbach                        | |                    | städtischer Friedhof, Gedenkkreuz und drei Tafeln: „Wir gedenken Baltikum, Ostpreußen, Westpreußen, Pommern, Wartheland, Schlesien, Sudetenland, Karpatenland.“ – „Den Toten der fernen Heimat.“ – „Der Heimat Siebenbürgen, Banat, Batschka und alle übrigen Heimatgebiete der Südostdeutschen.“ |
|                                                                                | Lam                             | | 1989               | Gedenkstein hinter der Pfarrkirche: „Pfarrgemeinde Deschenitz im Böhmerwald 1272–1945. Dieser Stein ist unsere Heimatpfarrei. Ihren Verstorbenen, Gefallenen und Vermissten zum mahnenden Gedenken und zur bleibenden Erinnerung gewidmet. Mußte auch der schmerzhafte Abschied sein, unser Heimatort wird uns stets in Erinnerung bleiben. Wir danken Gott, daß er unsere Wege gelenkt und uns eine neue Heimat geschenkt.“ |
|                                                                                | Landsberg am Lech               | | 1997               | Gedenktafel in der Kriegsopfergedächtnis-Kapelle: „Gedenket der Toten. Wir verneigen uns vor den Frauen, Männern und Kindern, die auf der Flucht, bei der Vertreibung, auf Todesmärschen oder in Lagern entkräftet und misshandelt starben oder denen allein der Verlust ihrer Heimat das Herz brach. In unser Gedenken schließen wir all jene ein, die fern ihrer Heimat sterben mußten. Sudetendeutsche Landsmannschaft. Landsmannschaft Schlesien.“ |
|                                                                                | Landshut                        | | 2001               | Podewilsstraße, Denkmal „Wider das Vergessen“ der Banater Schwaben (Walter Andreas Kirchner, 2001): „1945 Deportation in die Zwangsarbeit in die Sowjetunion“ (Namen der Verbannungs- und Zwangsarbeitsorte in der UdSSR) – „1951 Baragan Deportation.“ |
|                                                                                | Landshut                        | |                    | Städtischer Friedhof, Hochkreuz mit Gedenktafel: „1921–1945. Unseren lieben Toten und Opfern des Krieges. Landsmannschaft der Oberschlesier.“ Aufstände in Oberschlesien |
|                                                                                | Landshut                        | | 1986               | Gedenkstätte an der Heilig-Geist-Brücke, Gedenktafeln: „1939 lebten 18,7 Mill. Deutsche in den Vertreibungsgebieten. 1944–1945–1946 und später wurden sie vertrieben, verschleppt, ermordet oder sind verschollen. 12 Millionen erreichten den Rest des geschlossenen deutschen Volksbodens. Sie kamen aus diesen ihren Heimatländern und Landschaften.“ – „Banat, Baragan, Batschka, Buchenland, Danzig, Galizien, Gottschee, Kaukasien, Memelland, Niederschlesien, Oberschlesien, Ostbrandenburg, Ostmecklenburg, Ostpreußen, Polen, Pommern.“ – „Posen-Westpreußen, Russland, Rumänien, Sathmar, Schwäb. Türkei, Siebenbürgen, Slowakei, Sudetenland, Südslawien, Südsteiermark, Ungarn, Weichsel-Warthe, Westpreußen, Wolgaland, Wolynien.“ – „Das ganze deutsche Volk bleibt aufgefordert, in freier Selbstbestimmung die Einheit und Freiheit Deutschlands zu vollenden.“ |
|                                                                                | Langenzenn                      | |                    | Lusen-Kapelle an der Weinbergstraße Lužná u Boru |
|                                                                                | Langlau                         | | 1958               | Gedenkkreuz an der katholischen Notkirche des ehemaligen Flüchtlingslagers |
|                                                                                | Langquaid                       | | 1965               | Gedenkstein auf dem Friedhof |
|                                                                                | Lauf an der Pegnitz             | | 1952               | Gedenksäule auf dem städtischen Friedhof |
|                                                                                | Lauf an der Pegnitz             | | 2006               | Gedenktafel im Rathaus: „1945/46–2006. In Erinnerung. Infolge des II. Weltkrieges kamen durch Flucht und Vertreibung Deutsche aus dem Osten nach Lauf an der Pregnitz. Viele fanden hier eine neue Heimat und trugen wesentlich zur Entwicklung der Stadt bei. In Dankbarkeit für Aufnahme und Eingliederung. Die Vertriebenenverbände im Stadtbereich.“ |
|                                                                                | Lauf an der Pegnitz             | | 1959               | Heuchling, Sudetendeutscher Gedenkstein auf dem Friedhof |
| Laufen (2015)                                                                  | Laufen (Salzach)                | | 1961/90            | Mahnmal der Vertriebenen, zuerst in der Vorhalle des alten Rathauses in Laufen (1961), dann in den Arkaden des Klosterfriedhofs (1990) |
|                                                                                | Leinburg                        | | 1998               | Glockenturm der katholischen Kirche, Gedenkkreuz für die verstorbenen Bewohner von Pittarn im Landkreis Jägerndorf |
|                                                                                | Leipheim                        | | 1986               | Gedenkstätte auf dem Alten Friedhof |
|                                                                                | Leipheim                        | | 1989               | Stadtbrunnen: „1946–50. Vertriebene finden eine neue Heimat.“ |
|                                                                                | Lenting                         | | 1960               | Ehrenmal der Vertriebenen; Pommern, Schlesien und Sudetenland |
|                                                                                | Leutershausen                   | | 2005               | Grünfläche zwischen Kühnbergstraße und Sudetenstraße, Gedenkstein: „1945–1947. Die Heimat verloren. Den Deutschen aus dem Osten zur Erinnerung an die Vertreibung aus ihrer Heimat. Dank an die Bürger von Leutershausen für die Aufnahme von über 1700 Menschen. Gestiftet 2005 Leonh. Hanel.“ |
|                                                                                | Lichtenfels (Oberfranken)       | | 2006               | Eingang vom Bahnhof Lichtenfels Gedenktafel der Sudetendeutschen |
|                                                                                | Lindau (Bodensee)               | | 1951               | Friedhof an der Ludwig-Kick-Straße in Aeschach, Kreuz und Wappen der Landsmannschaften, Pommern, Schlesien, Danzig, Westpreußen, Sudetenland, Ostpreußen, Auslandsdeutsche, Baltikum, Brandenburg |
|                                                                                | Lindau (Bodensee)               | |                    | Totenbretter in der St.-Peter-Kapelle |